# How Much Wood Would a Woodchuck Chuck
How Much Wood Would a Woodchuck Chuck è un documentario del 1976 diretto da Werner Herzog. Il titolo è parte di uno scioglilingua inglese, e significa letteralmente Quanto legno potrebbe rosicchiare una marmotta?

## Tema del film
Il documentario (sottotitolato Osservazioni su un nuovo linguaggio) riguarda il "campionato mondiale di banditori d'asta di bestiame" del 1976, tenuto a New Holland, in Pennsylvania. Questi banditori d'asta usano una tecnica particolare detta auction chant (canto d'asta) che consiste nel condurre l'asta con una sorta di canto velocissimo e molto ritmato, in cui i prezzi delle offerte vengono continuamente ripetuti intervallati da filler, frasi riempitive, ad altissima velocità e senza un attimo di pausa. Questo serve per coinvolgere maggiormente i compratori nell'asta e mettergli un po' d'ansia per spingerli a fare offerte. Per imparare questa tecnica i banditori si devono allenare tantissimo e addirittura seguire scuole apposite. "How Much Wood Would a Woodchuck Chuck ... " è l'inizio di uno degli scioglilingua che utilizzano per allenarsi.
Herzog ha detto di essersi interessato a questo particolare linguaggio perché lo considera «l'ultima forma possibile di poesia, la poesia del capitalismo». Lo ha definito anche «un linguaggio estremo ... bello e spaventoso allo stesso tempo». Il sito ufficiale del regista invece definisce il film "Un film sugli ultimi giorni della poesia".

## Sinossi
Il film inizia con delle interviste a tre banditori, che si scopriranno essere i primi tre classificati del concorso. I tre raccontano come è nata la passione per questo lavoro e gli allenamenti che hanno seguito per diventare professionisti.
Dopo che la voce fuori campo di Herzog ha spiegato il campionato mondiale, il film si sofferma un po' sulla popolazione Amish che vive nella zona, che rappresenta l'esatto opposto di ciò che è incarnato dal campionato mondiale: essi rifiutano sia il capitalismo che l'idea di competizione. Anche il linguaggio degli Amish viene contrapposto a quello dei banditori: essi infatti parlano ancora un'antica forma di dialetto tedesco detto Tedesco della Pennsylvania, mentre il canto dei banditori è un prodotto del mondo moderno e commerciale.
In seguito il film mostra semplicemente le esibizioni di diversi partecipanti al concorso, senza quasi nessun commento; questa sezione occupa la maggior parte del film. Infine, dopo qualche riflessione del regista, viene mostrata la premiazione dei vincitori.

## Curiosità
Due dei banditori - il secondo e terzo classificato - sono stati voluti da Herzog nel film La ballata di Stroszek (1978).

## Home video
In Italia il film è reperibile sul secondo disco dell'edizione in DVD del film La ballata di Stroszek, edito dalla Ripley's Home Video. Su questo disco sono presenti altri due documentari girati da Herzog negli Stati Uniti.